# 1994 au cinéma
| Années du cinéma : 1991 - 1992 - 1993 - 1994 - 1995 - 1996 - 1997    |
| Décennies du cinéma : 1960 - 1970 - 1980 - 1990 - 2000 - 2010 - 2020 |

Cet article présente les faits marquants de l'année 1994 au cinéma.

## Événements
15 juin : Sortie du film Le Roi lion qui se classe Numéro 1 au Box-Office mondial de l'année 1994.

## Principales sorties en salles en France
- Philadelphia de Jonathan Demme (sortie le 18 janvier)
- Just Friends de Marc-Henri Wajnberg (sortie le 2 février)
- Demolition Man de Marco Brambilla (sortie le 2 février)
- Madame Doubtfire de Chris Columbus (sortie le 9 février)
- L'Enfer de Claude Chabrol (sortie le 16 février)
- La Liste de Schindler de Steven Spielberg (sortie le 2 mars)
- La Cité de la peur d'Alain Berberian (sortie le 9 mars)
- L'Affaire Pélican de Alan J. Pakula (sortie le 16 mars)
- L'Impasse de Brian De Palma (sortie le 23 mars)
- Quatre mariages et un enterrement de Mike Newell (sortie le 27 avril)
- La Reine Margot de Patrice Chéreau (sortie le 11 mai)
- Les Roseaux sauvages d'André Téchiné (sortie le 1er juin)
- Speed de Jan de Bont (sortie le 24 août)
- Léon : Policier franco-américain de Luc Besson avec Jean Reno et Natalie Portman. (sortie le 14 septembre)
- Trois Couleurs : Rouge de Krzysztof Kieślowski (sortie le 14 septembre)
- Le Colonel Chabert de Yves Angelo (sortie le 21 septembre)
- Forrest Gump de Robert Zemeckis (sortie le 5 octobre)
- Pulp Fiction de Quentin Tarantino (sortie le 26 octobre)
- The Mask de Chuck Russell (sortie le 26 octobre)
- Le Roi lion de Rob Minkoff et Roger Allers (sortie le 23 novembre)
- Un Indien dans la ville de Hervé Palud (sortie le 14 décembre)

## Festivals

### Cannes
- Pulp Fiction de Quentin Tarantino reçoit la Palme d'or.
- La Reine Margot de Patrice Chéreau reçoit le Prix du Jury.
- Prix d'interprétation féminine pour Virna Lisi dans La Reine Margot

### Autres festivals
- 44e Festival international du film de Berlin : x
- 14e Festival international de films de femmes de Créteil : x
- 21e Festival du film de Paris : x
- 12e Festival du film policier de Cognac : x
- 18e Festival international du film d'animation d'Annecy : x
- 51e Mostra de Venise : x
- 20e Festival du cinéma américain de Deauville : x
- 4e Festival du cinéma africain de Milan : Raoul Peck (Haïti) obtient le Prix du meilleur long métrage pour son film L’homme sur les quais.
- 8e Festival international de films de Fribourg (FIFF)
- 2e Festival du cinéma russe à Saint-Raphaël
- 1er Festival international du film fantastique de Gérardmer

## Récompenses

### Oscars
- Meilleur film : La Liste de Schindler de Steven Spielberg
- Meilleure actrice : Holly Hunter, La Leçon de piano
- Meilleur acteur : Tom Hanks, Philadelphia
- Meilleur second rôle féminin : Anna Paquin, La Leçon de piano
- Meilleur second rôle masculin : Tommy Lee Jones, Le Fugitif
- Meilleur réalisateur : Steven Spielberg, La Liste de Schindler
- Meilleur scénario original : Jane Campion, La Leçon de piano
- Meilleur film étranger : Belle Époque (Espagne), Fernando Trueba

### Césars
- Meilleur film : Smoking / No Smoking d'Alain Resnais obtient cinq Césars avec meilleur réalisateur, meilleur acteur : Pierre Arditi, scénario, et décors.
- Meilleure actrice : Juliette Binoche dans Trois Couleurs : Bleu
- Meilleur second rôle masculin : Fabrice Luchini dans Tout ça... pour ça !
- Meilleur second rôle féminin : Valérie Lemercier dans Les Visiteurs
- Meilleur film étranger : La Leçon de piano de Jane Campion

### Autres récompenses
- Prix Louis-Delluc : Les Roseaux sauvages d'André Téchiné
- Prix Romy-Schneider : Sandra Speichert
- Prix Ruta et Georges Sadoul : Regarde les hommes tomber de Jacques Audiard
- Raoul Peck (Haïti) reçoit le Prix Nestor Almendros, décerné par l’organisation américaine des droits de l'homme « Human Rights Watch », pour son film L’Homme sur les quais.
- Prix Jean-Vigo : Trop de bonheur, de Cédric Kahn.

## Box-Office

### France
| Class.                    | Titre                             | Pays                  | Réalisateur               | Box-Office France  |
| ------------------------- | --------------------------------- | --------------------- | ------------------------- | ------------------ |
| 1.                        | Le Roi lion                       | États-Unis d'Amérique | Rob Minkoff, Roger Allers | 10 123 190 entrées |
| 2.                        | Un Indien dans la ville           | France                | Hervé Palud               | 7 947 786 entrées  |
| 3.                        | Quatre mariages et un enterrement |                       | Mike Newell               | 5 791 528 entrées  |
| 4.                        | Madame Doubtfire                  | États-Unis d'Amérique | Chris Columbus            | 4 986 892 entrées  |
| 5.                        | Forrest Gump                      | États-Unis d'Amérique | Robert Zemeckis           | 3 963 919 entrées  |
| Source :cbo-boxoffice.com |                                   |                       |                           |                    |

### États-Unis
- 1. Forrest Gump : 329 694 499 $
- 2. Le Roi lion : 312 855 561 $
- 3. True Lies : 146 282 411 $

## Fréquentation
En France, la fréquentation des salles en 1994 est  moins bonne qu'en 1993 qui était une année record. Les salles françaises reçoivent cette année de 123 millions de spectateurs, soit dix millions de moins que l'année précédente, mais c'est la deuxième meilleure année depuis 1988.
La part des films français sur cette année est de moins de 30%. Les succès les plus importants (Léon, Grosse fatigue, Le Colonel Chabert) ont des résultats inférieurs à la fréquentation espérée. La Cité de la peur est une des rares réelles réussites publiques. L'année compte aussi beaucoup de cuisants échecs publics : Les Patriotes, La Machine, Montparnasse-Pondichéry, Cache cash, La Séparation, Le Sourire... Ces échecs sont d'autant plus surprenants que ce sont souvent ceux de réalisateurs et d'acteurs respectés (Gérard Depardieu, Yves Robert, Claude Pinoteau, Daniel Auteuil, Isabelle Huppert, Claude Miller, Jean-Pierre Marielle...)
À l'inverse, à la mesure de l'économie dans laquelle ils sont produits, des films français et étrangers comme Les Roseaux sauvages, Petits arrangements avec les morts, Délits flagrants, Regarde les hommes tomber, Veillées d'armes : histoire du journalisme en temps de guerre, Lou n'a pas dit non, Journal intime ou Ladybird ont obtenu de véritables succès publiques en France.

## Naissances
- 21 janvier : Boo Boo Stewart
- 23 février : Dakota Fanning, Tripti Dimri
- 1er mars : Justin Bieber
- 12 avril : Saoirse Ronan
- 23 août : August Ames († 5 décembre 2017)

## Principaux décès

### Premier trimestre
- 1er janvier : Cesar Romero, acteur
- 22 janvier : 
  - Telly Savalas, acteur
  - Jean-Louis Barrault, acteur et metteur en scène de théâtre
- 27 janvier : Claude Akins, acteur
- 6 février : Joseph Cotten, acteur
- 11 février : 
  - Sorrell Booke, acteur
  - William Conrad, acteur
- 19 février : Derek Jarman, réalisateur
- 24 février : Dinah Shore, chanteuse et actrice
- 4 mars : John Candy, acteur
- 6 mars : 
  - Melina Mercouri, actrice
  - Tenguiz Abouladze, cinéaste
- 17 mars : Mai Zetterling, actrice et réalisatrice
- 21 mars : 
  - Macdonald Carey, acteur
  - Lili Damita, actrice
- 23 mars : Giulietta Masina, actrice
- 29 mars : Paul Grimault, réalisateur

### Deuxième trimestre
- 5 avril : Kurt Cobain, chanteur du groupe Nirvana
- 20 avril : Jean Carmet, acteur et scénariste
- 28 avril : Oleg Borisov, acteur soviétique (° 8 novembre 1929).
- 8 mai : George Peppard, acteur
- 15 mai : Gilbert Roland, acteur
- 4 juin : Massimo Troisi, acteur

### Troisième trimestre
- 8 juillet : Christian-Jaque, réalisateur
- 14 juillet : Eric Linden, acteur
- 11 août : Peter Cushing, acteur
- 25 août : Boris Roatta, 14 ans, acteur français, spécialisé dans le doublage
- 30 août : Lindsay Anderson, réalisateur
- 7 septembre : Dennis Morgan, acteur
- 7 septembre : Terence Young, Réalisateur
- 11 septembre : Jessica Tandy, actrice
- 12 septembre : Tom Ewell, acteur

### Quatrième trimestre
- 12 octobre : Sady Rebbot, acteur français, spécialisé dans le doublage
- 19 octobre : Martha Raye, actrice
- 20 octobre : Burt Lancaster, acteur
- 21 octobre : Benoît Régent, acteur
- 24 octobre : Raúl Juliá, acteur
- 1er novembre : Noah Beery Jr., acteur
- 30 novembre : 
  - Guy Debord, cinéaste
  - Lionel Stander, acteur
- 24 décembre : Rossano Brazzi, acteur